# Bernhard Pünjer
Georg Christian Bernhard Pünjer, född den 7 juni 1850, död den 13 maj 1885, var en tysk religionsfilosof.
Pünjer var teologie professor i Jena. Hans ståndpunkt är en idealistisk teism. I religionen samverkar enligt hans åsikt förstånd, känsla och vilja, men utgångspunkten anser han vara att söka inom känslolivet. Religionsfilosofin har att betrakta religionen i dess sammanhang med allt annat andligt liv och med hela den övriga verkligheten. Hans huvudarbeten är Geschichte der christlichen Religionsphilosophie seit der Reformation (2 band, 1880-83), Grundriss der Religionsphilosophie (1886) och Religionsphilosophie auf modern wissenschaftlicher Grundlage (1886).